# 台湾楤木
台湾楤木（学名：Aralia bipinnata）又名白刺蔥 、里白楤木、里白葱木，为五加科楤木属的植物。分布于日本、菲律宾、台湾等地，生长于海拔200米至2,100米的地区，常生于干燥地上，目前尚未由人工引种栽培。